# Romanovca, Leova
Romanovca (germană Rohrbach) este un sat din raionul Leova, Republica Moldova.

## Demografie

### Structura etnică
Structura etnică a localității conform recensământului populației din 2004:
| Grup etnic                    | Populație | % Procentaj |
| ----------------------------- | --------- | ----------- |
| Băștinași declarați Moldoveni | 528       | 98,51%      |
| Găgăuzi                       | 5         | 0,93%       |
| Ruși                          | 1         | 0,19%       |
| Evrei                         | 1         | 0,19%       |
| Bulgari                       | 1         | 0,19%       |
| Total                         | 536       |             |

## Administrație și politică
Componența Consiliului local Romanovca (9 consilieri), ales la 5 noiembrie 2023, este următoarea:
|  | Partid                                       | Consilieri | Componență | Componență | Componență | Componență | Componență | Componență |
|  | -------------------------------------------- | ---------- | ---------- | ---------- | ---------- | ---------- | ---------- | ---------- |
|  | Partidul Socialiștilor din Republica Moldova | 6          |            |            |            |            |            |            |
|  | Partidul Acțiune și Solidaritate             | 3          |            |            |            |            |            |            |